# 語風之靈
《語風之靈》（英語：The Folk of the Air）是美國作家荷莉·布萊克創作的奇幻小說系列，包括《語風之靈》三部曲、一部外傳以及兩篇短篇故事，並由利特爾&布朗出版社出版，故事主要講述生活在精靈國度的人類女子茱德和精靈王子卡登之間相愛相恨的故事。此小說系列曾登上紐約時報暢銷書榜榜首，亦在2017年被環球影業買下版權，將會改編成電影。 

## 小說簡介

### 語風之靈：黑闇王子
《語風之靈：黑闇王子》是《語風之靈》三部曲的第一部，內容主要環繞小說主角茱德。茱德是一名居住在精靈國度埃爾法默王國的年輕人類女子，受盡其他精靈的歧視和欺凌，她亦因此發奮圖強，希望能證明自己比精靈更強大。同時，茱德的養父、野心勃勃的將軍馬多克與精靈王子巴勒金勾結，試圖奪取皇位，精靈王子卡登亦因此捲入了宮廷的政治鬥爭，並與他曾帶頭欺凌過的茱德重遇，二人在相愛相恨中達成協議，聯手面對宮廷爭鬥。 

### 到訪精靈之地
《到訪精靈之地》是《語風之靈：黑闇王子》巴諾書店特別版的附屬故事，講述荷莉·布萊克的另一部小說《現代精靈故事》中的角色凱和羅賓意外來到埃爾法默王國，並目睹《語風之靈：黑闇王子》中所發生的事件。 

### 語風之靈外傳：迷途姊妹
《語風之靈外傳：迷途姊妹》是接續《語風之靈：黑闇王子》的外傳，講述塔琳離開埃爾法默後的故事，目前只有電子書版。 

### 語風之靈：萬惡之王
《語風之靈：萬惡之王》是《語風之靈》三部曲的第二部，講述卡登終於登上皇位，而茱德亦成為他的皇室總管，但二人的芥蒂依然存在。而海底女王奥拉戈卻又突然發難，打算發動戰爭。茱德和卡登面對大敵當前一方面仍互相猜忌，一方面卻又開始對對方產生好感。 

### 語風之靈：血冠女王
《語風之靈：血冠女王》是《語風之靈》三部曲的第三部，講述已經重回人間的茱德為了塔琳而被迫回到埃爾法默，同時，馬多克打算捲土重來，卡登的皇位亦備受威脅。雖然茱德和卡登之間充滿了舊怨、懷疑和算計，但心底的愛慕和為了拯救精靈王國的決心使二人再度合作。 

### 埃爾法默高王為何憎恨童話
《埃爾法默高王為何憎恨童話》是《語風之靈：血冠女王》實體版的附屬故事，以卡登為第一人稱描寫其童年生活。

## 角色
- 茱德

埃爾法默女王，塔琳的孿生妹妹，後亦成為卡登的妻子。多年前與姊姊塔琳和薇薇安被馬多克帶到埃爾法默撫養，但因其具有凡人血統而受盡歧視。
- 卡登

埃爾法默高王的六兒子，後成為茱德的丈夫。雖然年輕俊美，但惡名昭彰、奸詐兇殘。
- 馬多克（Madoc）

前埃爾法默王國大將軍，茱德和塔琳的養父。茱德的母親伊娃原為他的妻子，但伊娃卻移情別戀愛上了凡人賈斯汀，並與他私奔。一怒之下的馬多克找到並殺害二人，但將茱德和塔琳帶回埃爾法默撫養。野心勃勃，與巴勒金王子勾結。
- 塔琳

茱德的孿生妹妹，多年前與茱德被帶到埃爾法默撫養，但因與洛克結婚而令茱德不滿，二人關係破裂，於《血冠女王》中才冰釋前嫌。
- 薇薇安（Vivienne）

馬多克的女兒，茱德和塔琳的同母異父姊姊。
- 洛克

精靈貴族，卡登、妮卡莎的好友，原本同樣看不起有凡人血統的茱德和塔琳，但漸漸喜歡上塔琳。
- 奧莉安娜（Oriana）

馬多克的妻子，原為埃爾法默高王的愛人。
- 奥克

達安的年幼兒子，無辜捲入宮廷的政治鬥爭中。
- 巴勒金（Balekin）

埃爾法默高王的長子，與馬多克勾結。
- 妮卡莎（Nicasia）

精靈貴族，奥拉戈的女兒，看不起有凡人血統的茱德和塔琳，並自幼與卡登、洛克等其他精靈一同欺凌二人。於《萬惡之王》中應母親的要求與卡登政治聯姻。
- 奧拉戈（Orlagh）

海底女王，要求卡登與其女兒妮卡莎政治聯姻。
- 蟑螂

原為達安的手下，偷竊高手，達安死後轉為協助卡登。與炸彈相戀。
- 炸彈

原為達安的手下，炸藥專家，達安死後轉為協助卡登。與蟑螂相戀。
- 幽靈

原為達安的手下，射擊高手，達安死後轉為協助卡登。與塔琳相戀。
- 海瑟

薇薇安的女友，茱德與塔琳的朋友。
- 達安

埃爾法默高王的兒子之一，奥克的父親，被馬多克殺害。

## 出版
| 序 | 名稱                                                                         | 出版日期 | ISBN          |
| -- | ---------------------------------------------------------------------------- | -------- | ------------- |
| 1  | 《語風之靈：黑闇王子》 The Cruel Prince                                      | 2018     | 9780316310277 |
| 2  | 《到訪精靈之地》 A Visit to the Impossible Lands                             | 2018     | 9780316480208 |
| 3  | 《語風之靈外傳：迷途姊妹》 The Lost Sisters                                  | 2018     | 9781549147951 |
| 4  | 《語風之靈：萬惡之王》 The Wicked King                                       | 2019     | 9780316310321 |
| 5  | 《語風之靈：血冠女王》 The Queen of Nothing                                  | 2019     | 9780316310420 |
| 6  | 《埃爾法默高王為何憎恨童話》 How the King of Elfhame Learned to Hate Stories | 2020     | 9780316540889 |

## 創作及評價
荷莉·布萊克曾於2002年寫過一套關於精靈的小說《現代精靈故事》，本來無意寫續集，而布萊克因覺得建設奇幻小說的世界觀非常有趣，能自由地描寫有精靈、巨魔和地精等超自然生物的世界，所以打算再寫奇幻小說。後來她突發奇想，想以精靈的視角而非第三者的視角來撰寫故事。而她當下的第一個想法便是寫一個關於精靈將軍殺害了兩名凡人孩子的父母並將她們與自己女兒一同撫養的故事，因此便寫了《語風之靈：黑闇王子》。而之後在寫《語風之靈》時，她才修改《現代精靈故事》的部分設定，連接兩個故事的世界觀。而布萊克亦曾在訪問表示本來無意將寫《語風之靈外傳：迷途姊妹》，只是希望多寫一本以卡登為中心的小說。但由於她認為這樣寫會讓讀者太了解卡登是個怎樣的人，令後續故事缺乏神秘感，因此改以塔琳為外傳主角。 
該小說系列的整體評價偏向正面，《紐約時報》讚揚小說的世界觀非常真實和全面，令讀者有置身於魔法中的感覺，而《Study Breaks》則評論指《語風之靈》系列開闢了青少年小說的新寫作方向，而且小說的角色塑造非常真實，貼近人性。除此之外，《語風之靈》系列亦奪得多個獎項。《語風之靈：黑闇王子》贏得2019年度的墨跡獎和軌跡獎亞軍，且與續作《語風之靈：萬惡之王》均獲得北極星最佳青少年小說獎提名。而《語風之靈：萬惡之王》和《語風之靈：血冠女王》亦被Goodreads分別評為2019和2020年度的最佳青少年奇幻小說。

## 改編作品
2017年6月，在《語風之靈：黑闇王子》正式出版前，環球影業宣佈已買下版權並將會改編成電影，由邁克爾·德·盧卡擔任製片人。 